# Gobiesox mexicanus
El pejesapo mexicano (Gobiesox mexicanus) es una especie de pez dulceacuícola endémico de arroyos costeros del occidente de México. Esta especie pertenece a la familia Gobiesocidae.

## Clasificación y descripción
Es un pez de la familia Gobiesocidae del orden Gobiesociformes. Tiene un cuerpo deprimido color verde oliva moteado, cabeza amplia y hocico corto y redondeado. Este pez tiene un disco adhesivo en la región ventral que le sirve para adherirse a rocas y otros sustratos duros.  Alcanza una longitud menor a los 7 cm.

## Distribución geográfica
Este pez dulceacuícola es endémico de los estados de Nayarit, Jalisco, Guerrero y Oaxaca.

## Ambiente
Habita en arroyos y pequeños ríos costeros de agua clara, corriente de moderada a rápida y baja profundidad (entre 1 y 2 m); estos peces habitan en altitudes bajas, principalmente entre los 15 y 60 m s. n. m. Esta especie ha sido encontrada en cuerpos de agua con sustratos de grava, rocas y limo.

## Estado de conservación
Se desconoce el estado de conservación de esta especie. Es una especie endémica de México, se encuentra enlistada en la Norma Oficial Mexicana 059 (NOM-059-SEMARNAT-2010) como especie sujeta a Protección Especial (Pr); aún no ha sido evaluada por la Unión Internacional para la Conservación de la Naturaleza (UICN), por lo que no se encuentra en la Lista Roja.